# Trzmielec
Trzmielec, brzmik (Psithyrus) – podrodzaj dużych, krępych pszczół zaliczanych do rodzaju Bombus, pasożytujących na społecznościach innych gatunków swojego rodzaju. Z powodu odmiennej biologii i morfologii dawniej były klasyfikowane w randze odrębnego rodzaju. 

## Budowa[2]
Trzmielce z wyglądu przypominają trzmiele, często dany gatunek ubarwieniem przypomina swojego gospodarza. Samice trzmielców różnią się od samic trzmieli przyciemnionymi skrzydłami, zagiętym w dół odwłokiem i brakiem koszyczków na trzeciej parze odnóży. Samce można odróżnić od samców trzmieli m.in. po budowie aparatu kopulacyjnego (u trzmielców jest mniej zesklerotyzowany niż u trzmieli), jednak sprawdzenie tej cechy wymaga spreparowania owada. 

## Biologia i ekologia
Trzmielce, podobnie jak i trzmiele, charakteryzują się jednorocznym cyklem życiowym. Są obligatoryjnymi pasożytami społecznymi gatunków eusocjalnych. Samica, po mającym miejsce w końcu lata zapłodnieniu, zimuje (hibernacja) w komorze podziemnej. W kolejnym roku wychodzi (lecz później od samic trzmieli), wyszukuje w pełni rozwinięte gniazdo pasożytowanego gatunku trzmiela i zajmuje miejsce tamtejszej królowej, czasami zabijając ją. U trzmielców nie występuje kasta robotnic. Korzystają one z robotnic pasożytowanego gatunku.
Jaja składa w plastry gospodarza. Z jaj lęgną się czerwie (lęg trwa do tygodnia), są intensywnie karmione, a po 2 tygodniach tworzą kokony i przepoczwarzają się. Rozwój od jaja do owada doskonałego trwa od 28 do 40 dni.
Samce pojawiają się w końcu lata, ostatnie na świat przychodzą płodne samice. Liczebność gniazda może sięgać do 100 osobników.
Gniazdo trzmielców jest de facto gniazdem stworzonym przez królową trzmieli – nie różni się więc w budowie od gniazda gatunku pasożytowanego.

## Klasyfikacja

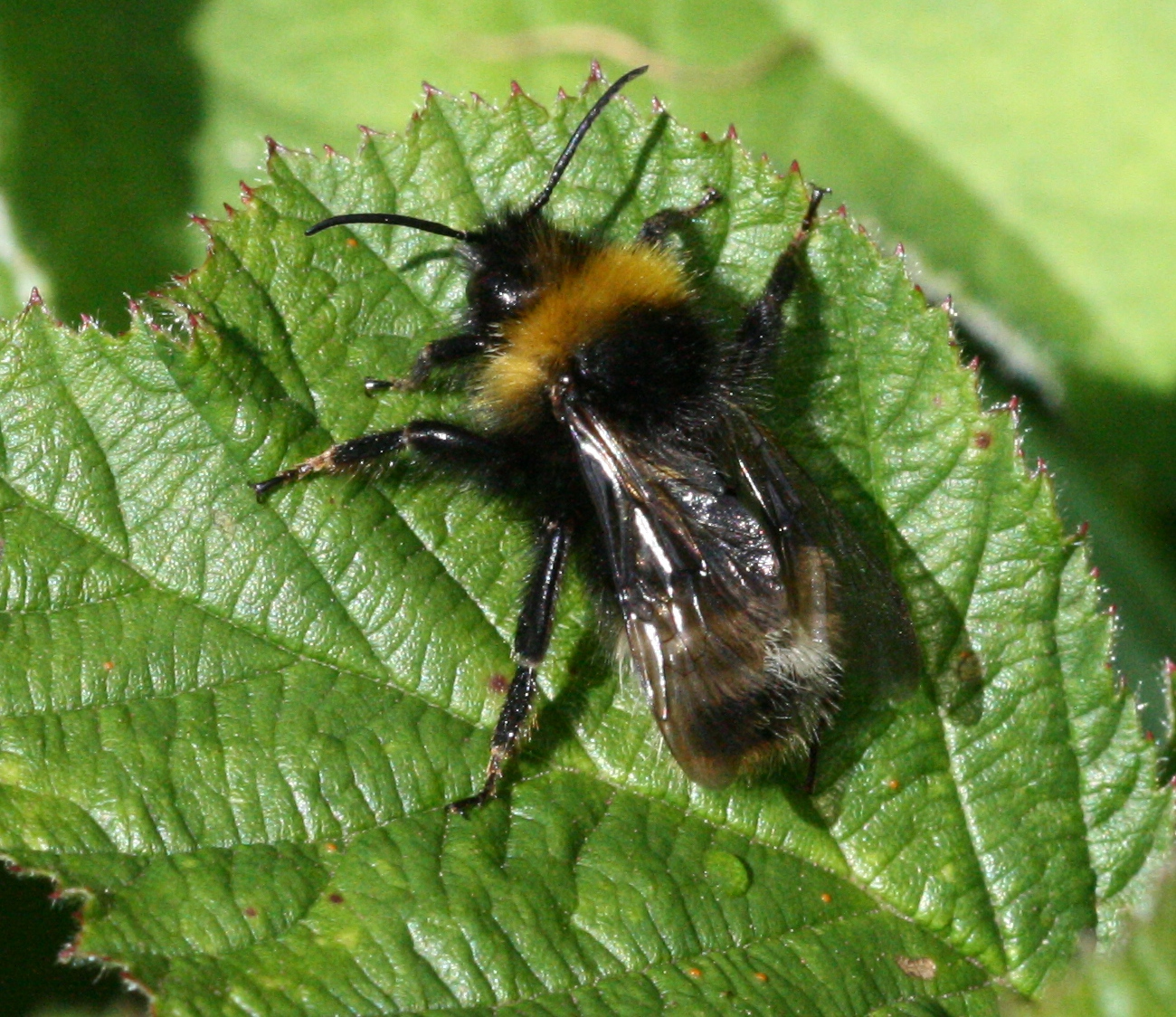
Samiec Bombus sylvestris

Do tej grupy zaliczono około 30 gatunków. Takson uznawany jest za monofiletyczny.
W Polsce występuje 9:
- Bombus (Psithyrus) barbutellus – trzmielec ogrodowy
- Bombus (Psithyrus) bohemicus – trzmielec gajowy
- Bombus (Psithyrus) campestris – trzmielec żółty
- Bombus (Psithyrus) flavidus – trzmielec północny
- Bombus (Psithyrus) norvegicus – trzmielec górski
- Bombus (Psithyrus) quadricolor – trzmielec czterobarwny
- Bombus (Psithyrus) rupestris – trzmielec czarny
- Bombus (Psithyrus) sylvestris – trzmielec leśny
- Bombus (Psithyrus) vestalis – trzmielec ziemny